# Frits Verbrugghe
Frits Verbrugghe (Oostrozebeke, 15 december 1933 – Rumbeke, 23 mei 2025) was een moto- en zijspancrosser die door zijn betrokkenheid bij het opstarten van de zijspancross in de MCB-federatie en De Verre Ginstecrossers wordt beschouwd als  een van de pioniers van zijspancross in België. Dit bezorgde hem dan ook de bijnaam The Godfather in de zijspancrossgemeenschap.

## Levensloop

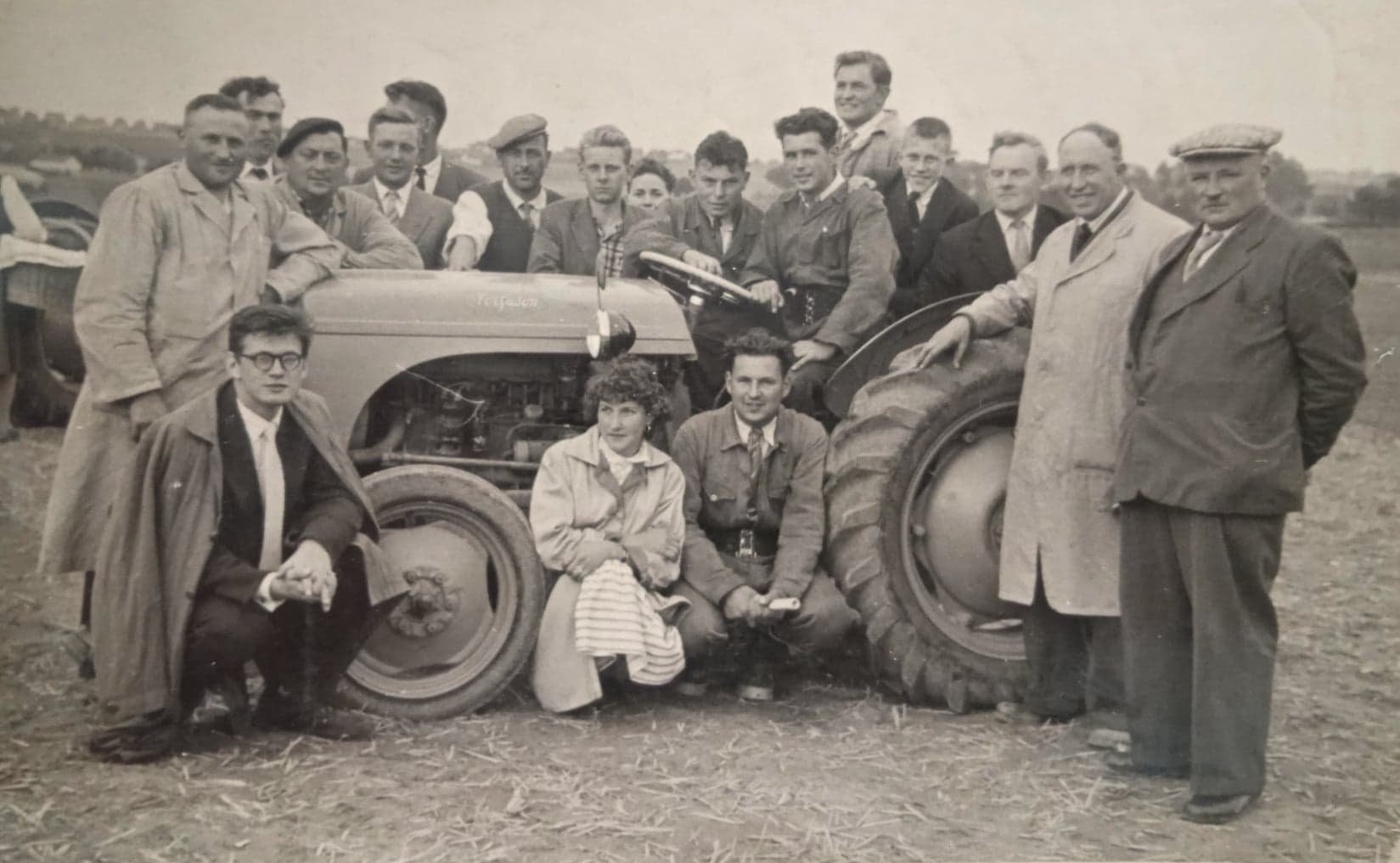
Frits Verbrugghe bij het behalen van zijn titel Belgisch kampioen ploegen in 1958

Als middelste van drie boerenzonen werd Frits geboren tussen zijn oudere broer Frans (1930) en jongere broer Willy (1935). Hun grote passie ging naar tractoren en motorfietsen. In 1959 besloot de oudste zoon, Frans, om te beginnen met motorcrossen. Hij nam een vergunning bij de BMB-federatie maar al snel volgde ook de jongste broer Willy de sporen van broer Frans. Frits werd mekanieker van zijn crossende broers. Willy bleek een talent te zijn terwijl Frans de gentleman-crosser was die zich bezig hield met zijn tractorenzaak.
Toen ook Willy het crossen even moest stoppen door de drukte van zijn zangcarrière (waar Frits tevens ook in Willy zijn orkest actief was als accordeonist), zijn leven als boer en verzekeringsagent en Frans door beroepsbezigheden belemmerd werd, nam Frits, aangemoedigd door zijn broers, zelf het stuur in handen.

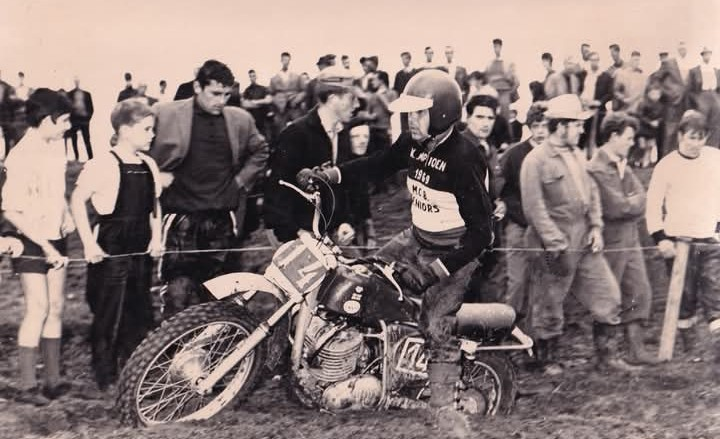
Frits Verbrugghe in actie bij de Seniors in zijn Belgische kampioenentrui

Frits die toen al 3x nationaal kampioen tractorploegen was bleek verborgen talenten te hebben, in zoverre dat hij zich in 1969 kroonde tot kampioen van België bij de senioren bij de toen pas opgerichte MCB.

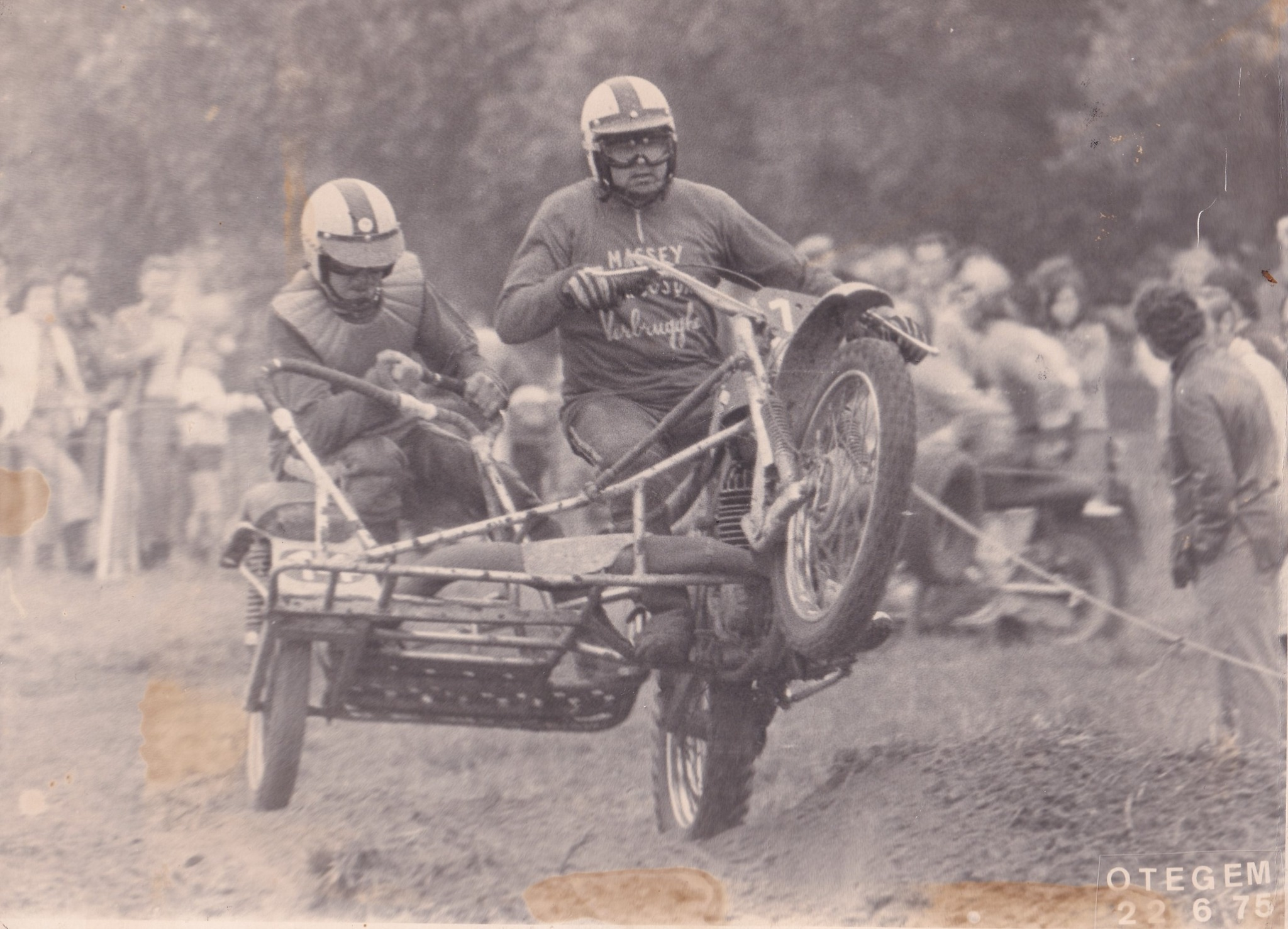
Frits Verbrugghe in actie bij de zijspannen circa 1975

Ondertussen was ook [De Verre Ginstecrossers opgericht, waar onder andere Leon Vanluchene, Michel en Daniel Vanneste, Roger Debusschere, Herman Verhelst en nog anderen zich hadden aangesloten. Daardoor werd veel beroep gedaan op Frits zijn vaardigheden als mekanieker en motorfietsbouwer.
In 1972 werd bij MCB onder impuls van Frans en Frits, de zijspanklasse geïntroduceerd.Het eerste jaar combineerde hij zowel solo als zijspanrijden, en dit met een zelfgemaakt zijspan die kon afgenomen worden om solo te rijden. Jarenlang was Frits samen met Luc Vandevijvere op hun Greeves een te duchten duo op modderige omlopen. Toen eind de jaren zeventig zijn vaste bakkenist Luc Vandevijvere besliste om het solo te proberen nam zoon Bart de taak over om bij vader Frits in het zijspan te staan. Na enkele wedstrijden stond Frits zijn plaatst af aan zoon Wim om het samen met broer Bart in het zijspan te proberen.
Eind 1979 nam Frits terug het stuur in handen om ook zoon Marc op te leiden.
Na het einde van zijn actieve crosscarrière was Frits nog actief als mekanieker en fervente supporter van zowel zijn zonen (Wim, Bart & Marc Verbrugghe), zijn neven Franky en John Verbrugghe, als van zijn kleinzonen (Mathieu, Tom, Bram Verbrugghe, Kenneth en Arne Dierckens, Gauthier en Olivier Valcke & Marvin Vanluchene).
Verbrugghe overleed op 91-jarige leeftijd.

## Palmares
- 1969: Belgisch kampioen Seniors MCB
- Als solorijder: 25 overwinningen, 5x 2 de ,12x3 de[8][6]
- Als zijspanrijder: 8 overwinningen, 14x 2 de, 27x3 de[8][6]